# Сазди (Аральський район)
Сазди́ (каз. Сазды) — село у складі Аральського району Кизилординської області Казахстану. Адміністративний центр та єдиний населений пункт Саздинського сільського округу.
Населення — 506 осіб (2021; 564 у 2009, 555 у 1999, 730 у 1989).